# Västra flygbasområdet
Västra flygbasområdet (Flybo V) var ett flygbasområde inom svenska flygvapnet som verkade åren 1942–1957. Förbandsledningen var förlagd i Göteborgs garnison i Göteborg.

## Historik
Genom 1942 års försvarsbeslut bildades fem regionala flygbasområden, det i syfte att samordna och ansvara för krigsflygbaser och förråd. Varje krigsflygbas fick av säkerhetsskäl endast en flygande division förläggas. Därav fick staben för respektive flygbasområde i uppgift att anlägga nya flygfält, vilka skulle grupperas i tre fält med 3–10 km mellanrum. När Flygvapnet började organiseras efter STRIL 50, kom all luftbevakningen att koncentreras till Flygvapnet. Detta efter att både Armén och Flygvapnet haft egna luftbevakningsorganisationer. För flygbasområdena innebar det att ansvarsområdet utökades från 1948 till att även innefatta luftbevakning. Den 1 oktober 1957 avvecklades flygbasområdena, och ersattes geografiskt av luftförsvarssektorer, medan uppgifterna överfördes till eskaderstaberna.

## Ingående enheter
- Fält 5: Badened
- Fält 6: Hasslösa
- Fält 7: Jonstorp
- Fält 8: Moholm/Bällefors
- Fält 9: Kyrketorp
- Fält 20: Råda/Björnegården
- Fält 21: Lidköping/Hovby
- Fält 22: Sävare
- Fält 38: Forsvik/Humsjöhult

## Förbandschefer
Förbandschefen titulerades flygbasområdeschef och hade tjänstegraden överste.

- 1943–1946: Egmont Tornberg
- 1946–1948: Gunnar Lindberg
- 1948–1949: Magnus Bång
- 1949–1954: Carl Bergström
- 1954–1957: Sten Norström

## Namn, beteckning och förläggningsort
| Västra flygbasområdet | 1942-10-01 | – | 1957-09-30 |

| Flybo V | 1942-10-01 | – | 1957-09-30 |

| Göteborgs garnison (F) | 1942-10-01 | – | 1957-09-30 |